# Sachiko Sugiyama
Sachiko Sugiyama (jap. 杉山祥子 Sugiyama Sachiko; ur. 19 października 1979 w Oyamie, w Japonii) – japońska siatkarka grająca na pozycji środkowej. Obecnie występuje w drużynie NEC Red Rockets.